# Chūtoro
 (中とろ Chūtoro?) es el nombre de un atún medio graso cuando se sirve en un restaurante de sushi. El atún azul produce akami (carne roja), chūtoro, y atún graso rosado (大とろ ōtoro?). El Chūtoro generalmente se encuentra cerca de la piel en la espalda y el vientre.

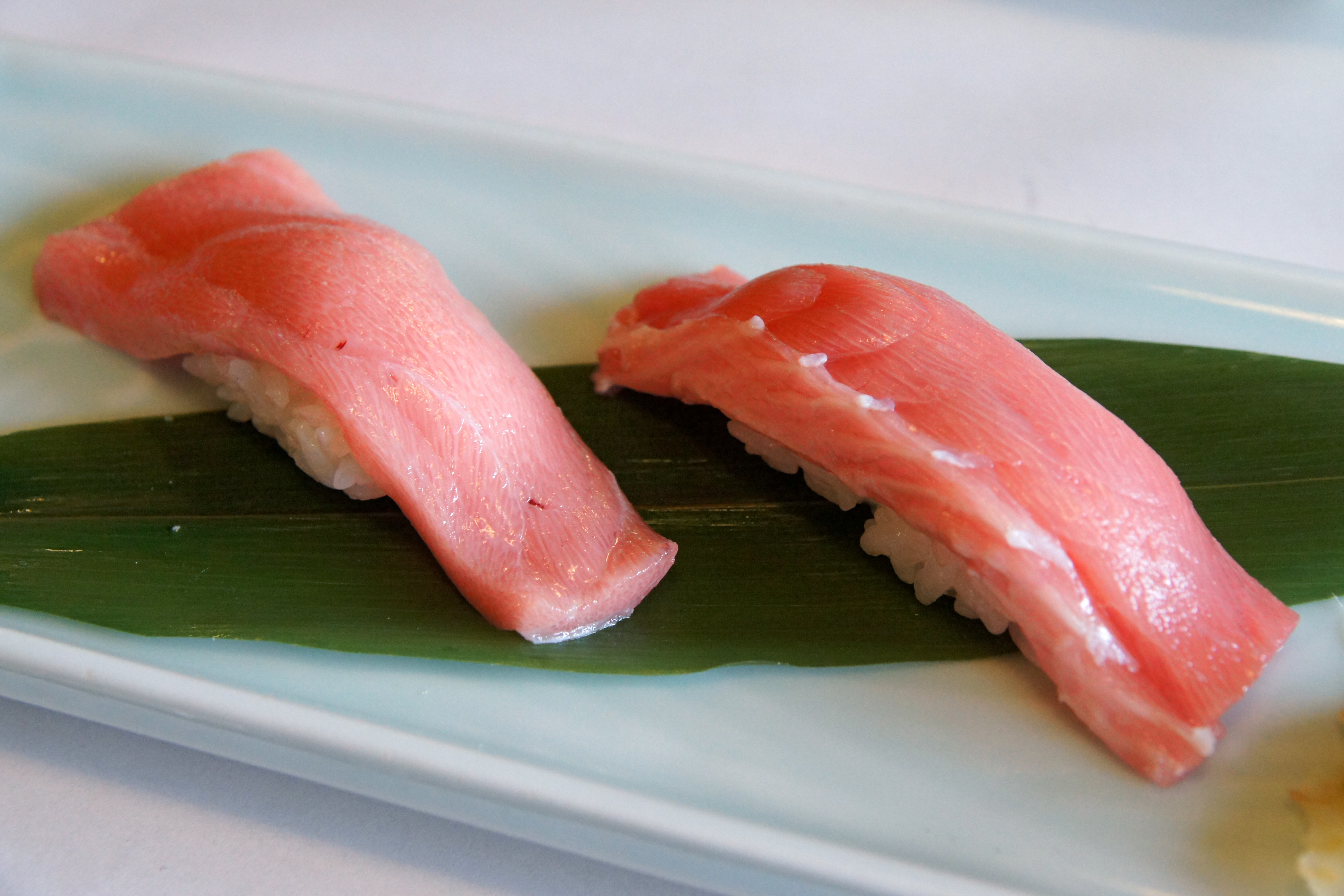
Chūtoro sushi

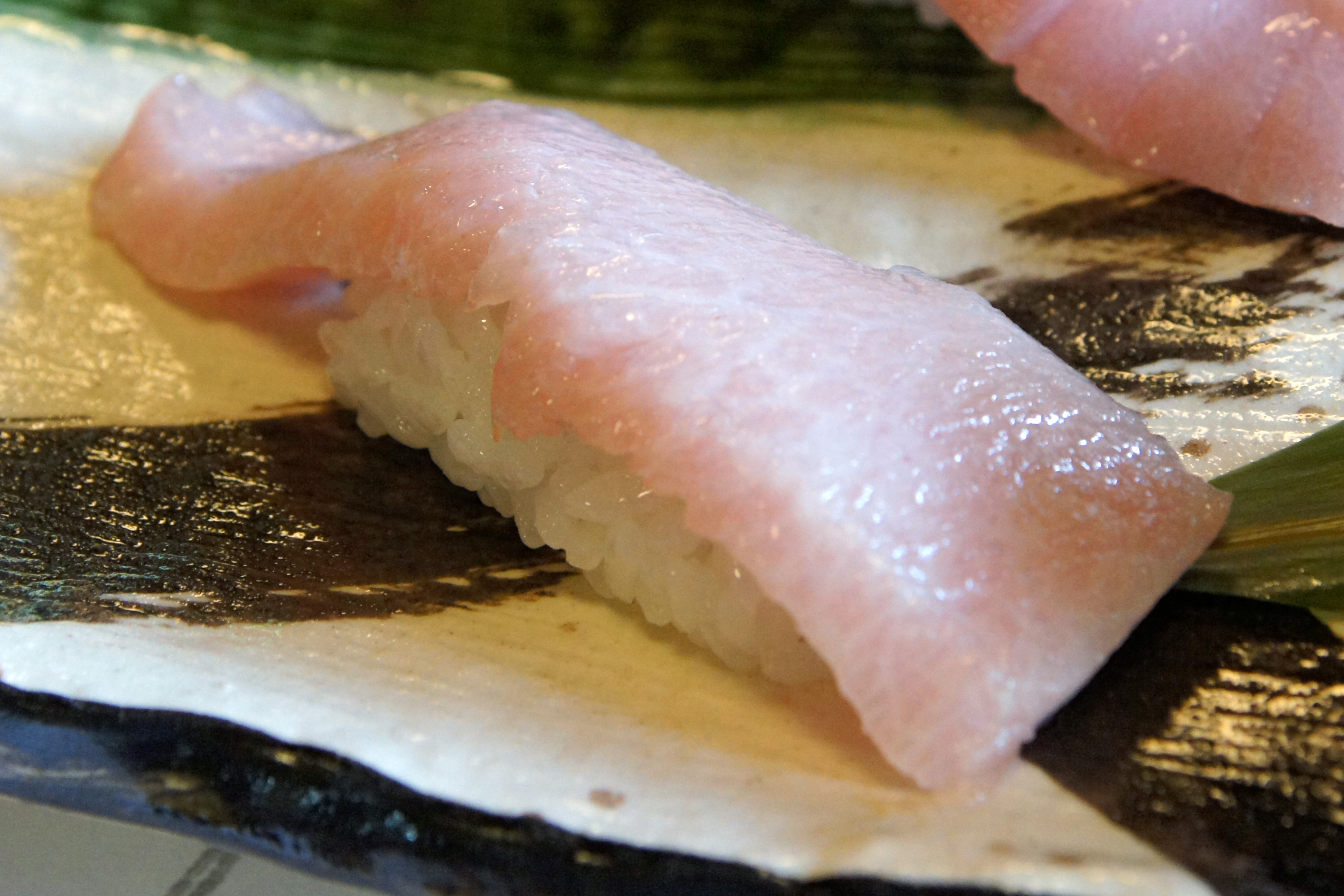
ōtoro sushi

Combina el sabor más ligero —pero profundo y ligeramente amargo— de un akami con la suavidad del ōtoro. Es bastante caro y por lo general solo se sirve en ocasiones especiales.